# 英德州
英德州，中国元朝时设置的州。
南宋庆元元年（1195年），改英州为英德府。元朝至元十三年（1276年），归附。十五年（1278年），改英德府为英德路。至元二十三年（1286年），降为散州。1300年到1308年一度再为英德路。治所在英城（今广东省英德市）。大德五年（1301年），置翁源县，为其辖县。辖境包括今广东省英德市、翁源县等地。明朝洪武二年（1369年），改英德州为英德县。